# Tomas Sivertsson
Tomas Sivertsson, švedski rokometaš, * 21. februar 1965, Halmstad.
Leta 1996 je na poletnih olimpijskih igrah v Atlanti v sestavi švedske reprezentance osvojil srebrno olimpijsko medaljo; uspeh je ponovil čez štiri leta.